# Dejan Pecakovski
Dejan Pecakovski (mazedonisch Дејан Пецаковски; * 12. Januar 1986 in Bitola, SFR Jugoslawien) ist ein mazedonischer Handballspieler, der zumeist auf Rückraum Links eingesetzt wird.
Der 1,93 m große und 93 kg schwere Rechtshänder begann seine Profikarriere beim mazedonischen Verein RK Metalurg Skopje, mit dem er 2006 Meisterschaft und Pokal gewann. Anschließend wechselte er für eine Saison in seine Heimatstadt zum RK Pelister Bitola, ehe er zu Metalurg zurückkehrte und 2008 erneut Meister wurde. Die folgende Spielzeit spielte er beim MRK Vardar Skopje. Ab 2009 lief er für RK Vardar Skopje auf. 2011 wechselte er zum RK Zomimak Strumica. Seit 2013 steht er wieder im Aufgebot von Metalurg, mit dem er 2014 die Meisterschaft gewann. In der EHF Champions League 2013/14 erreichte er das Viertelfinale. Im Oktober 2014 kehrte er zum RK Zomimak Strumica zurück. Nachdem Strumica in finanziellen Schwierigkeiten geraten war, schloss er sich im Januar 2016 dem tunesischen Verein Club Africain Tunis an. Zur Saison 2016/17 wechselte Pecakovski zum RK Eurofarm Rabotnik.
Mit der Mazedonischen Nationalmannschaft nahm Dejan Pecakovski an der Europameisterschaft 2014 teil, warf neun Tore in sechs Spielen und belegte den 10. Platz. Er bestritt bisher 32 Länderspiele, in denen er 38 Tore erzielte.